# Mendiant
Pour les articles homonymes, voir Mendiant (homonymie).

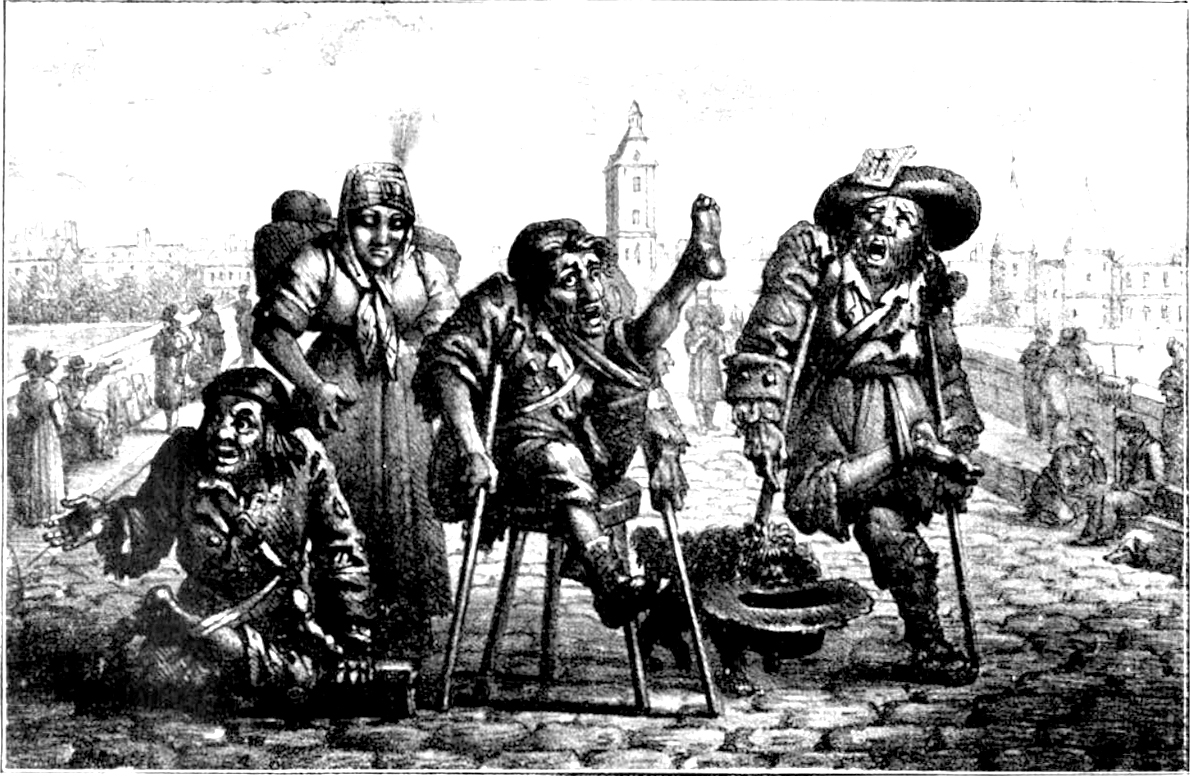
Quatre mendiants au pont au Change ; gravure de Marlet, XIXe siècle.

De manière générale, un mendiant est une personne qui vit matériellement d'aumônes, ou de l’argent ou de la nourriture donnée par charité.
Le mendiant est habituellement sans domicile fixe et se déplace dans la campagne ou dans une ville qui est devenue son territoire. Les enfants peuvent mendier, seuls ou en compagnie d’adultes. La mendicité est, avant tout, conçue et décrite par les sources anciennes comme le résultat d'un processus, d'une chute économique. Elle constitue, à ce titre, un élément structurant des représentations collectives en matière de mobilité sociale. Ainsi, de manière erronée mais significative, les notices lexicographiques byzantines relatives aux termes ptôchos (« mendiant ») et ptôcheia (« mendicité ») les rapprochent du verbe piptô, « chuter », et définissent le mendiant comme « celui qui a chuté de la possession ».
Il semble nécessaire de distinguer les notions de « mendicité » et de « pauvreté ». Déjà dans l'Antiquité, « le discours grec sur la pauvreté et l'indigence distingue nettement la condition du pauvre de celle du mendiant. » En effet, alors que « les pauvres » forment un groupe étendu contraint de travailler et se caractérisent par une forme de vertu. À l'inverse, « le mendiant » porte le poids du stigma, il est considéré comme « celui qui contrevient aux principes d'effort et d'économie ».

## Causes et formes
Les causes de mendicités peuvent être diverses :
- pénurie d’emploi ou chômage : sous-industrialisation… ;
- refus de la société. Par exemple, poussés à émigrer vers le Maghreb, certains sorciers noirs deviennent boussadia, mendiants ambulants qui dansent et chantent, pour  perpétuer de manière déguisée leurs traditions réprimées par un islam conquérant ;
- coutume ethnique : roms[2],[3], gens du voyage ;
- coutume religieuse : moines mendiants de l’ordre mendiant en France au Moyen Âge. Aujourd’hui moines mendiants principalement dans les pays asiatiques, comme les sadhu en Inde ;
- besoin d’argent supplémentaire ou momentané : étudiants, ouvrier sous payé, vacancier fauché… ;
- contrainte : enfants loués ou abandonnés forcés de mendier pour le compte d'un adulte (voir l'article Exploitation de la mendicité) ;
- surendettement, surcharge de crédit ;
- éclatement familial : divorce puis vie en SDF ;
- alcoolisme et toxicomanie : impossibilité de conserver un emploi, besoin de toujours plus d’argent…

## Mendiant

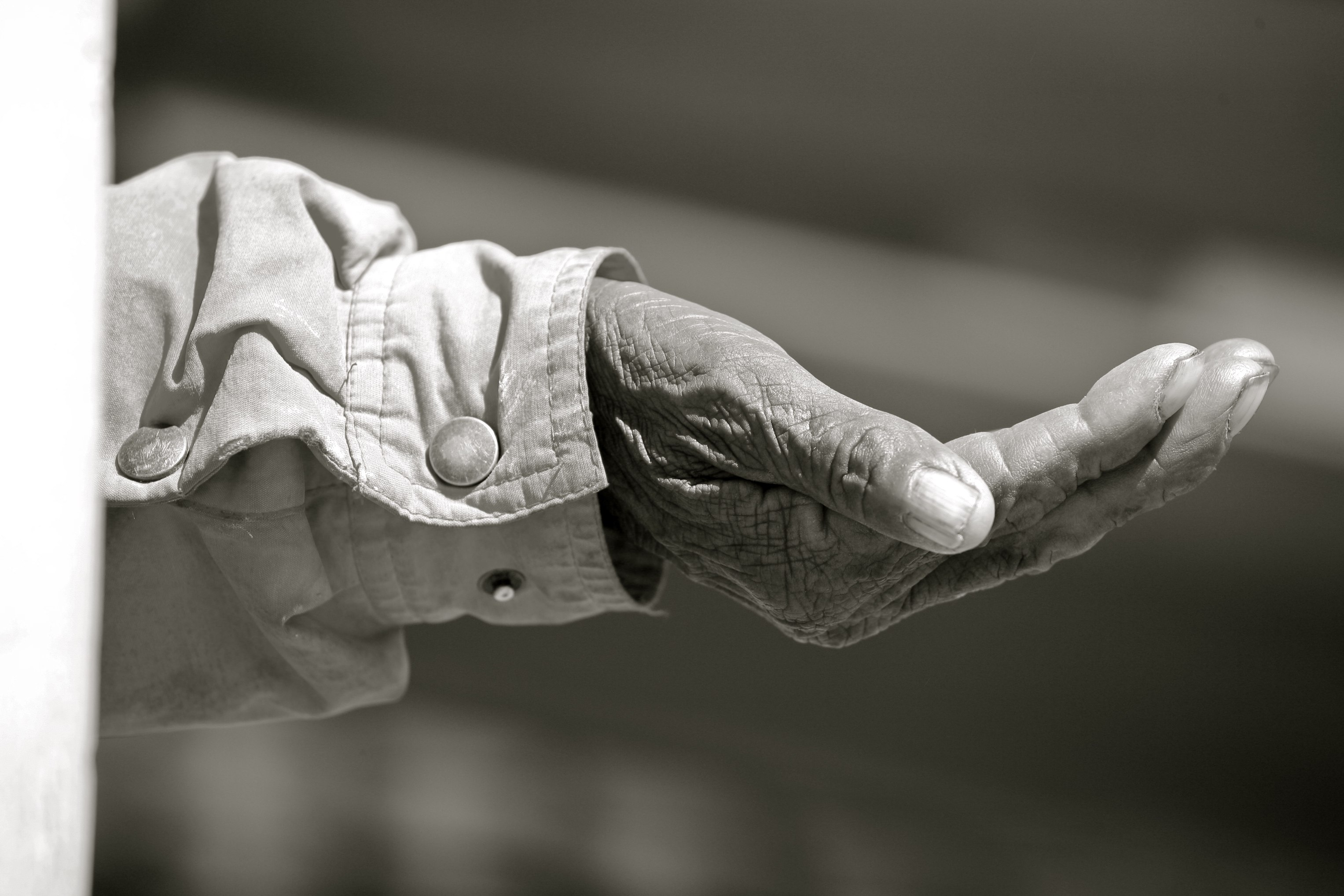
La main du mendiant.

Le mendiant est donc une personne à qui la société a attribué une figure qui le plonge dans une situation d'exclusion.
Un mendiant est une personne qui, faute de capacité d’emploi, de revenus ou de solidarité familiale ou autre, ne pouvait compter que sur les dons pour subsister. C’était bien souvent une activité reconnue, honorée et respectée ; le mendiant recevait nourriture et hospitalité selon des lois et des principes bien définis. Dans certains pays, notamment en France, des villes organisaient l’aide aux pauvres par la création de « chambre de charité » dont le financement était assuré par un impôt prélevé sur les bourgeois de la ville (dès le XVIe siècle dans le Comté de Montbéliard). Cette charité n’était octroyée qu’aux mendiants originaires du lieu, les autres étaient chassés hors des limites de la ville.
Portrait du mendiant de Paris en 1839 :

« La mendicité est la forme la plus sensible et la plus grossière de l'indigence solliciteuse. Elle s'adresse indifféremment à tous et à chacun ; elle erre de porte en porte, de lieu en lieu ; elle s'établit sur la voie publique, sur le seuil des temples ; elle cherche les endroits les plus fréquentés ; elle ne se borne pas à exprimer ses besoins, elle en étale les tristes symptômes ; elle cherche à émouvoir par ses dehors autant que par son langage ; elle se rend hideuse pour devenir éloquente ; elle se dégrade pour triompher. Le mendiant quitte sa demeure, son pays même ; il cherche des visages inconnus, des personnes qui ne l'ont jamais vu et qui ne le reverront jamais ; il s'abreuve d'humiliations comme à plaisir : l'indigence alors ne reçoit plus des bienfaits, elle perçoit des tributs ; elle ne doit rien à la charité, elle doit tout à la fatigue ou à la crainte. »

On trouve aussi dans l'histoire européenne des ordres dit mendiants. Il s'agit d'ordres religieux qui vivaient de la charité publique, parmi lesquels on notre surtout les Dominicains (ou Jacobins), les Franciscains (ou Cordeliers), les Augustins et les Carmes.
Aujourd’hui, la mendicité revêt toujours le même aspect que par le passé, à part que les lieux où se déroule l’action évolue avec la société. Aux porches des églises se sont ajoutés les lieux touristiques (plages, villes anciennes) et les lieux de passage (dans et à la sortie du métropolitain, dans les gares).
La représentation négative de la mendicité ne paraît acceptable aujourd’hui que parce que divers stéréotypes concernant la mendicité se sont répandus en Europe depuis le Moyen Âge.

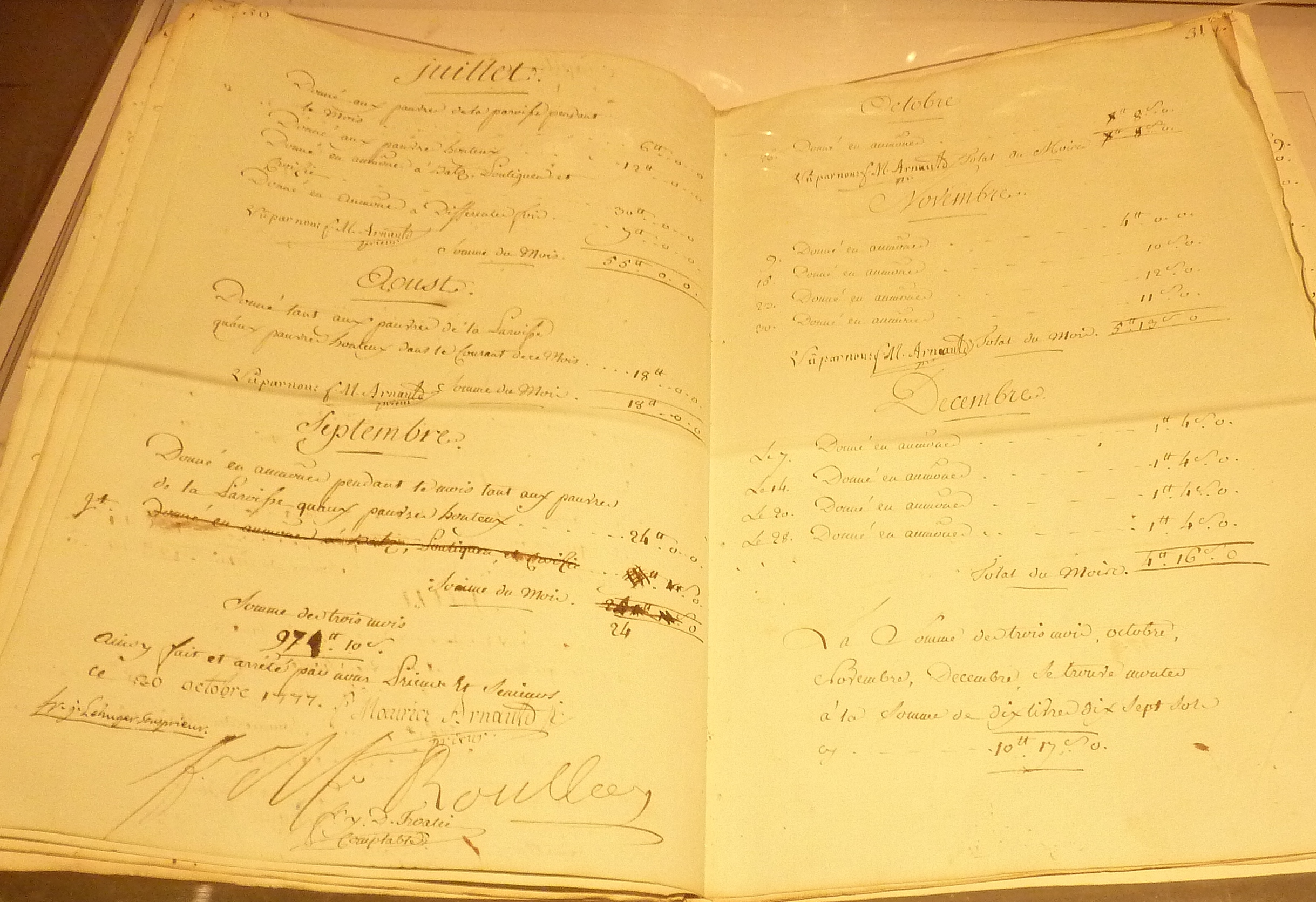
Registre du frère dépositaire de Landévennec (1777-1779) : liste des aumônes faites aux pauvres.
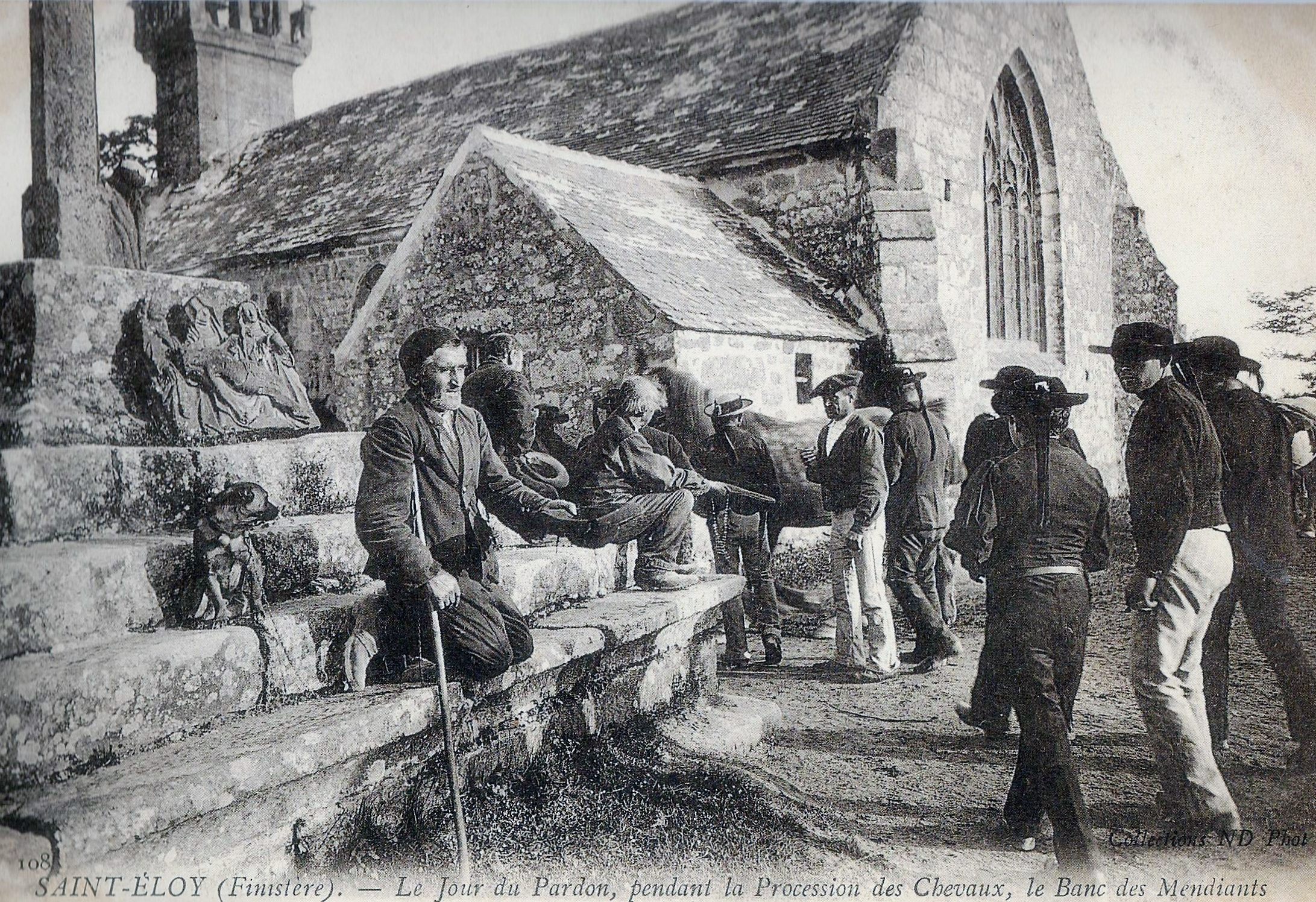
Le banc des mendiants lors du pardon des chevaux à la chapelle Saint-Éloy de Ploudaniel (vers 1900 -1910).
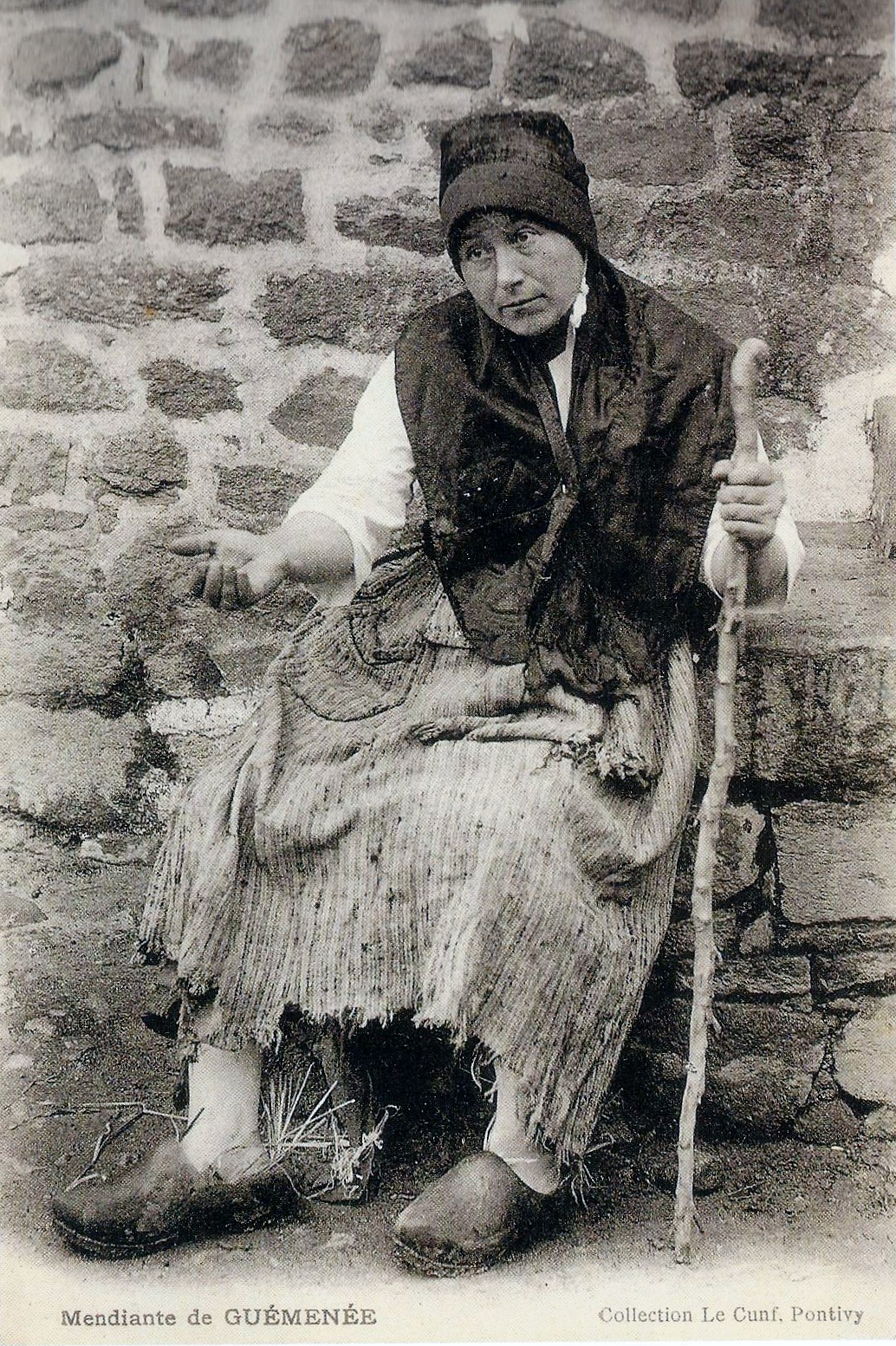
Mendiante de Guémené (entre 1900 et 1920).
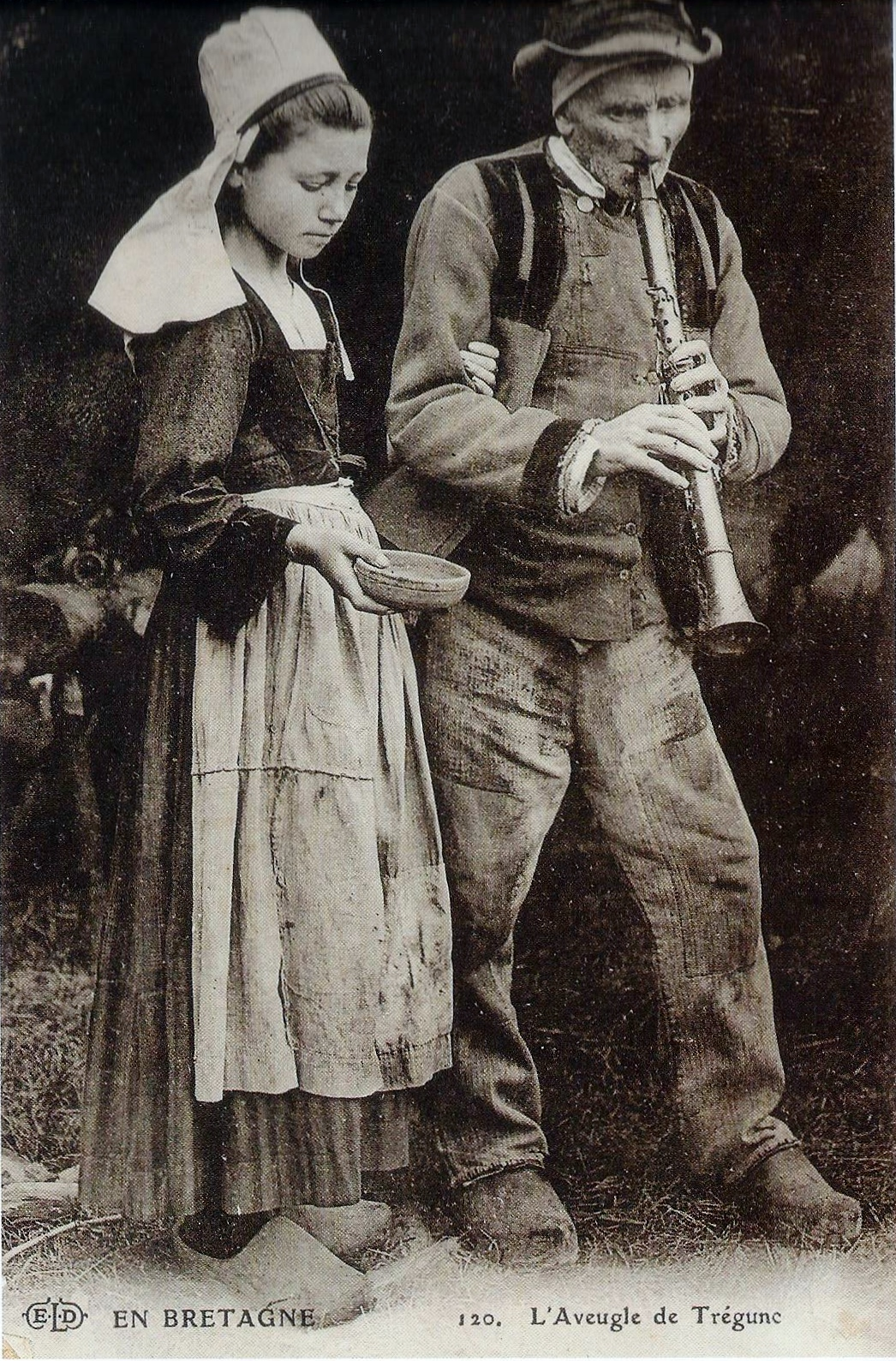
Aveugle de Trégunc jouant de la Dreujen gaol (clarinette bretonne) et sa femme tendant la sébile (entre 1900 et 1920).
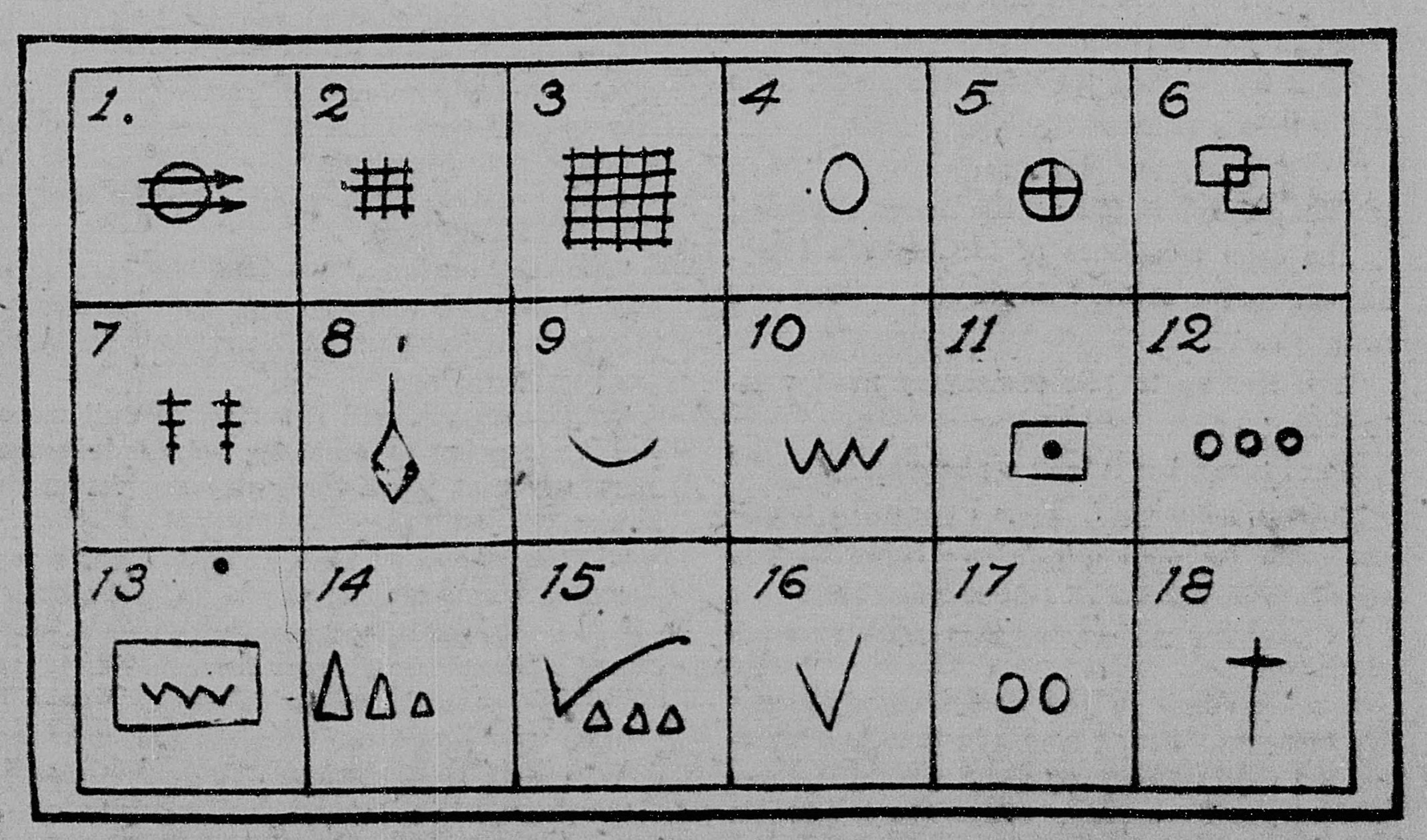
Un journal de 1921 de New York décrivant les symboles traditionnels utilisés par les mendiants français.

## Lutte contre la mendicité

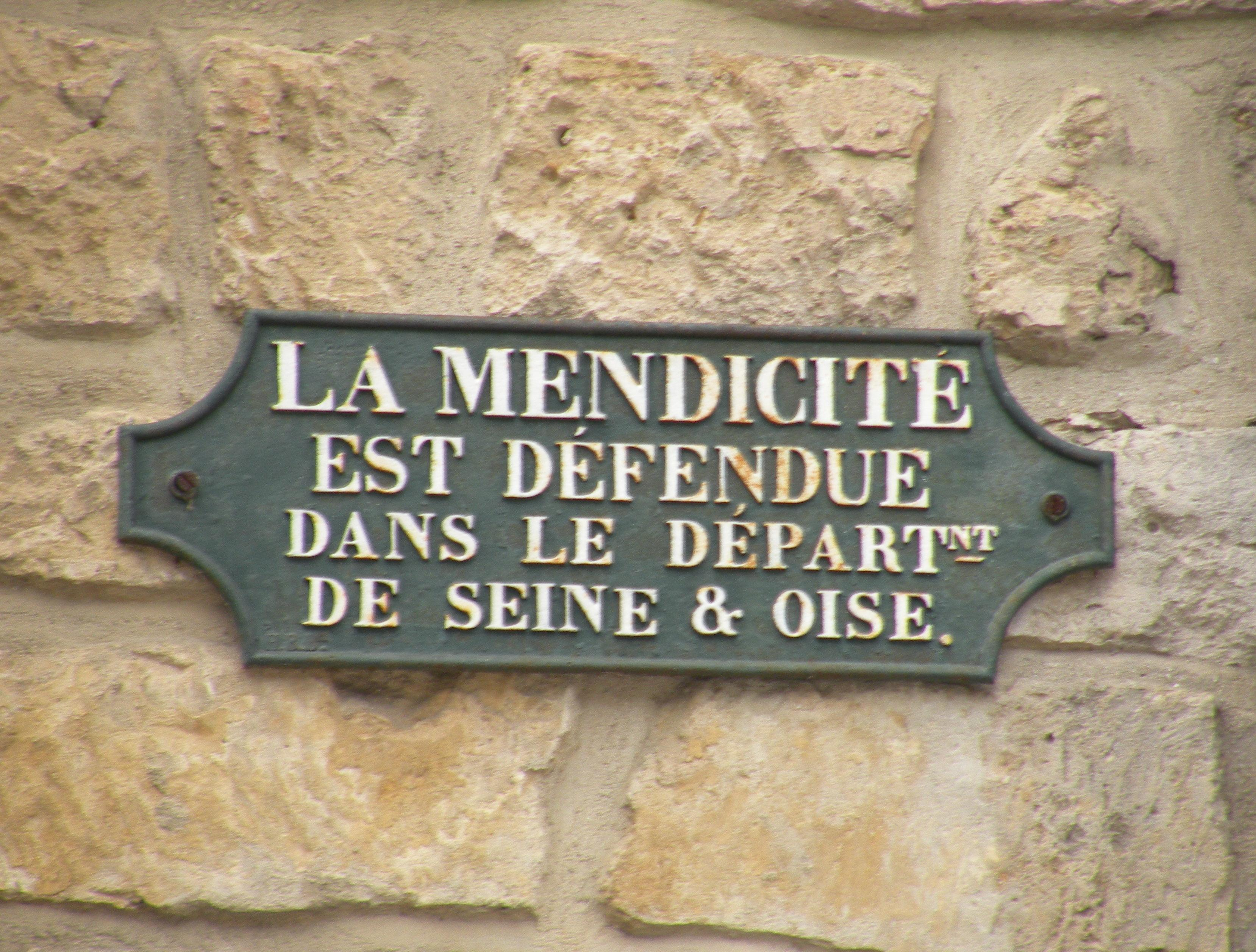
Plaque d'interdiction de la mendicité.

Dès l'antiquité, le mendiant fut traité comme une figure marginale, dans le prolongement de cette conception, « Platon propose, dans son projet de cité idéale, de criminaliser la mendicité et d'organiser l'expulsion systématique des mendiants » en dehors des limites territoriales civique : « Que personne ne mendie dans notre cité, si quelqu'un se risque à le faire et va glanant sa vie par des implorations sans fin, que les agoranomes le chassent de la place publique le corps des astynomes, de la ville et que les agronomes l'expulsent hors des limites du territoire, pour que tout le pays soit absolument net d'un tel bétail ».
En France, durant le XVIe siècle, des ordonnances ont tenté de régir la mendicité. Des structures ont été créées pour accueillir les mendiants et les réinsérer, comme l'hôpital général dans les grandes villes françaises au XVIIIe siècle et au siècle suivant :
- 1556 : parution en France de l’ordonnance de Moulins, la première qui s’occupa sérieusement de l’extinction de la mendicité ;
- 1561 : une ordonnance de Charles IX de France avait édicté contre les mendiants la peine des galères ;
- 1584 : l’ordonnance du comte Frédéric édicte que les étrangers mendiant à Montbéliard seront conduits hors de la ville par les gens de police (dit chasse-pauvres ou tue-chiens) et emprisonnés en cas de récidive. Les pauvres de la ville devaient être assistés par la Chambre de charité et les passants par les distributeurs des deniers des pauvres. Les habitants des villages sont tenus de fournir aux besoins de leurs pauvres, sans que ceux-ci aient la faculté d’aller mendier leur pain au dehors ;
- 1591 : la bourgade des Chaudes Aigues voyant doubler sa population de musiciens miséreux, édite le procès du 13 novembre stipulant la non-régularité des pauvres. Ceux-ci seront conduits par le tue-fourbe en direction du moulin pour qu'ils se jettent dans la fosse aux huîtres ;

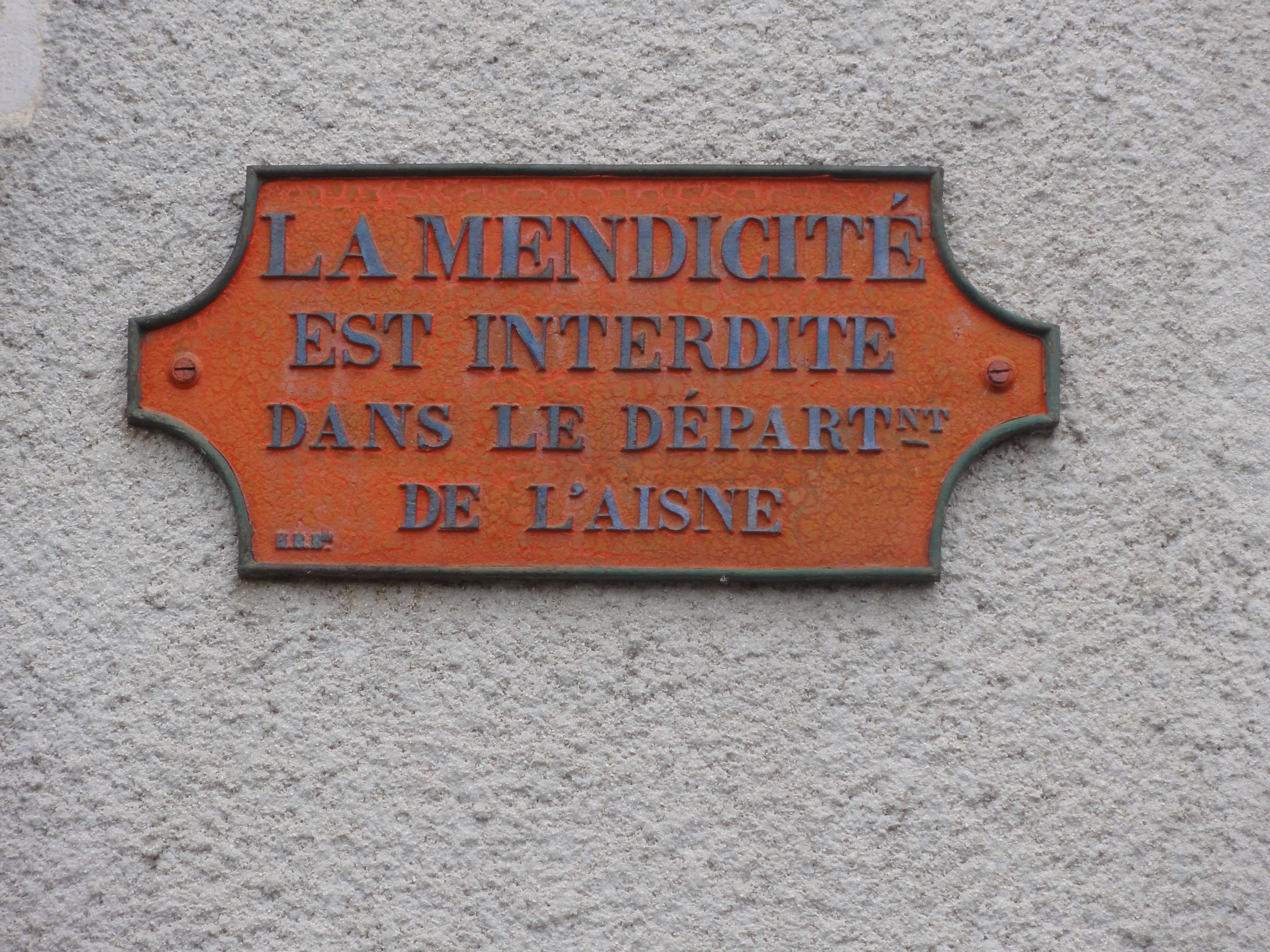
Plaque La mendicité est interdite dans le département de l'Aisne.

- la ville de Grenoble avait un fonctionnaire, le chasse-gueux ou chasse-coquins, dont l’unique mission était de parcourir les rues de la ville et de renvoyer les mendiants[8] ;
- 18 janvier 1606, un arrêt du Parlement de Paris décida que les mendiants seraient fouettés en place publique par les valets du bourreau ; de plus on leur mit une marque au fer rouge particulière (la lettre M) sur les joues, l’épaule ou le front (supprimé par le code pénal de 1791 à 1802), et, en vertu d’une ordonnance de 1602, on leur rasa la tête ;
- 1656 : création à Paris de l'Hôpital général ;
- 5 juillet 1808 : Napoléon Ier signa le décret organique sur l’extinction de la mendicité en France créant notamment les dépôts de mendicité, décret qui n’a jamais reçu qu’une application partielle ou insuffisante ;
- en mars 2003, la loi française sur la sécurité intérieure a modifié les droits concernant la mendicité.

## Mendiants célèbres
Mahavira et les autres Tirthankara, Bouddha, Adi Shankara, Chaitanya, Kabîr et bien d'autres sages de l'Inde, mais aussi Diogène de Sinope, Jésus-Christ, saint François d'Assise vécurent de mendicité pour des raisons spirituelles.

## Mendiants dans les arts

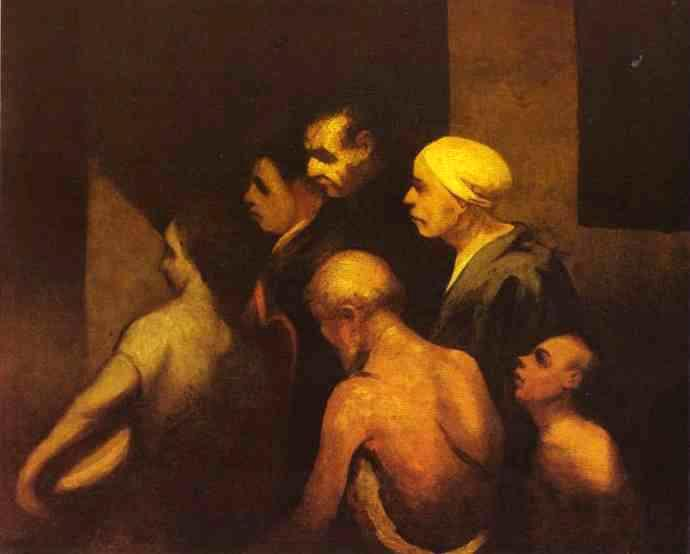
Les Mendiants, Honoré Daumier (1843), National Gallery of Art, Washington.

### Dans la littérature
- Ulysse, roi d'Ithaque, fait son retour déguisé en mendiant à la fin du poème d'Homère. Ainsi dissimulé, il reçoit les insultes réservées aux mendiants. Il mendie sa nourriture au festin du palais royal pour tester les qualités des prétendants au trône avant de les affronter. C'est l'une des plus illustres figures de mendiant.
- « Le Mendiant » (El mendigo), poème de José de Espronceda, écrit du point de vue d'un mendiant[10].
- Notre-Dame de Paris, roman de Victor Hugo, représentant la Cour des Miracles (1831).
- « Le Mendiant », poème de Victor Hugo, dans le recueil Les Contemplations (1856).
- « Le Mendiant », nouvelle d'Anton Tchekhov (1887).
- Mendiants et Orgueilleux d'Albert Cossery (1955).
- « Le Mendiant et le Diamant » de Stephen King (1993).
- « Willie l'aveugle » de Stephen King (1994).

### Dans la musique
- L'Opéra du gueux (The Beggar's Opera), ballad opera écrit par John Gay sur une musique de Johann Christoph Pepusch (1728).

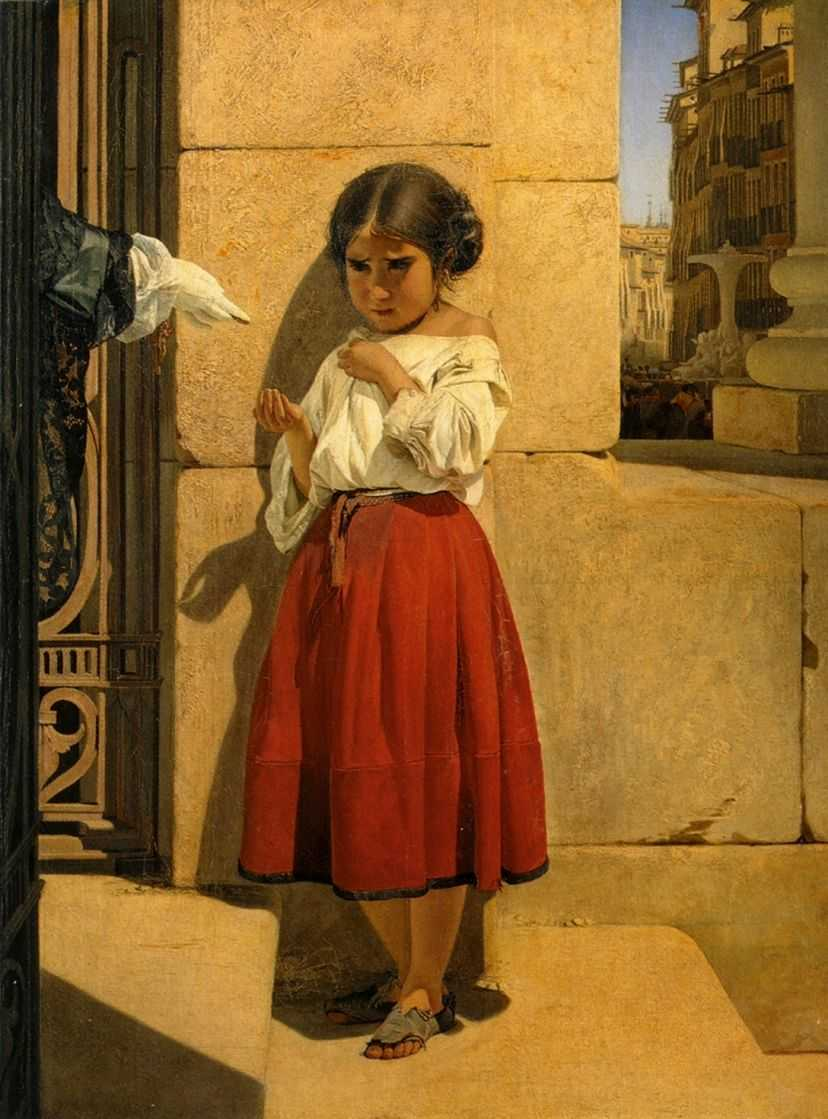
La Petite Mendiante espagnole, 1852, Evgraf Sorokine, Galerie d'État Tretiakov, Moscou

### Au théâtre
- L'Opéra de quat'sous (Die Dreigroschenoper), comédie en musique de Bertolt Brecht et Kurt Weill (1928).
- Opera Wonyosi, comédie de Wole Soyinka (1981).

### Au cinéma
- Dans le dessin animé des studios Disney de 1973 Robin des Bois, le personnage éponyme se déguise en mendiant pour dissimuler son identité.

### Dans la peinture
- Les Mendiants d'Honoré Daumier (1843).
- La Petite Mendiante espagnole d'Evgraf Sorokine (1852).
- La Petite Mendiante (1880) et Les Petites Mendiantes (1890) de William Bouguereau.
- Boussaadia, de David Junès (1874-1938), Tunis, 1925[11].